# 德興 (嘉慶進士)
德興（1789年—1855年），棟佳氏，字達夫，號臨皐，滿洲鑲黃旗人，清朝官员。諡文恭。
嘉慶二十二年（1817年）丁丑科進士，選翰林院庶吉士，散館授檢討。曾任工部左侍郎。咸豐三年九月丁未，接替阿靈阿，擔任清朝刑部尚書，后去世。由麟魁接任。